# Aquirax Aida
Aquirax Aida (wirklicher Name: Akira Aida (jap. 間 章, Aida Akira); * 18. August 1946 in Niigata, Präfektur Niigata; † 12. Dezember 1978) war ein japanischer Musikkritiker, Promoter und Produzent.
Aida, der zunächst Kurzfilme drehte, wurde bekannt durch seine Zusammenarbeit mit japanischen Free-Jazz-Musikern wie Kaoru Abe (Mort à Crédit 1975), Masayuki Takayanagi und Motoharu Yoshizawa (Inland Fish 1974) sowie mit Steve Lacy (Solo at Mandara, 1975) und Dave Burrell. Er promotete die Japan-Tourneen von westlichen Künstlern wie Lacy, Milford Graves und Derek Bailey, dessen Album New Sights, Old Sounds er 1978 auf seinem Label Morgue produzierte; er produzierte auch Baileys Album Duo & Trio Improvisation  (1978 mit Kaoru Abe, Motoharu Yoshizawa, Toshi Tsuchitori, Mototeru Takagi und Toshinori Kondo). Steve Lacy widmete Aida seine Komposition Free Point, Barre Phillips das Stück V seines Albums Journal Violone II (1980), Derek Bailey den 1980 eingespielten Titel Aida und Henry Kaiser das 1992 eingespielte Stück Aquirax Aida. Auch schrieb er für zahlreiche Alben die Liner Notes; für einige LP-Titel wurden auch Zeichnungen von ihm verwendet.
Shinji Aoyama drehte über ihn den siebenstündigen Dokumentarfilm AA Signature (2006).